# Панама (фільм, 2022)
Панама  — трилер 2022 року виробництва США і Пуерто-Піко. Режисер Марк Невелдін; сценаристи Деніел Адамс й Вільям Барбер. Продюсер Джордан Бекман. Світова прем'єра відбулася 2 лютого 2022 року; прем'єра в Україні — 10 березня 2022-го.

## Про фільм
Колишній морський піхотинець вирушає за контрактом до Панами — для завершення угоди про озброєння. Саме тоді його втягують в процес вторгнення США до Панами. Він отримує важливий урок — про реальне походження політичної влади.

## Знімались
| Актор           | Роль            |
| --------------- | --------------- |
| Коул Хаузер     | Бекер           |
| Мел Гібсон      | Старк           |
| Чарлі Вебер     | Генк Барнс      |
| Джекі Круз      | Синтія Бенітес  |
| Кіара Ортега    | Каміла          |
| Мауріціо Енао   | Енріке Родрігес |
| Нестор Родульфо | Юстінес         |